# Ōno
Ōno (jap. 大野市 Ōno-shi) – miasto w Japonii, na wyspie Honsiu, w prefekturze Fukui.

## Położenie
Miasto leży w północnej części prefektury. Graniczy z miasteczkiem Ikeda oraz miastami:
- Katsuyamą
- Fukui

w prefekturze Ishikawa:
- Hakusan

w prefekturze Gifu:
- Takayama
- Gujō
- Seki
- Motosu

## Gospodarka
W mieście rozwinął się przemysł włókienniczy, drzewny oraz meblarski.

## Historia
- Miasto powstało 1 lipca 1954 z połączenia miasteczek: Ōno i Shimosho oraz kilkunastu wsi[potrzebny przypis].
- 7 listopada 2005 wieś Izumi przyłączyła się do miasta, tworząc jego obecny kształt[potrzebny przypis].

## Miasta partnerskie
- Chiny: Ningbo